# Michel Seguin
Michel Pierre François Seguin, est un industriel et homme politique français né le 20 septembre 1773 à Azé et mort le 8 octobre 1859 à Château-Gontier. Il fut maire d'Azé, et maire de Château-Gontier, ainsi que conseiller général du département de la Mayenne.

## Biographie

### Origine
Il est le fils de Michel Seguin et de Catherine Guérin de Chavé. Son père était le principal blanchisseur et négociant de toiles de Château-Gontier. Son oncle Pierre-Henri Seguin est le dernier prieur de Cosmes, et sans doute pour l'Abbé Angot de celle de Julien Séguin, « riche marchand et l'un des plus notables bourgeois de Chasteau-Gontier, » assassiné à la campagne en 1635 par un nommé Jean Guyard.

## Révolution française
Michel Seguin était en 1795 employé de travaux publics à Laval. Selon Michel Denis, il aurait été enlevé en 1799 par les Chouans, sans doute comme fils d'un acquéreur de biens nationaux. Il est élève de l'École polytechnique de 1795 à 1797, puis de l'École nationale des ponts et chaussées en 1798. Il quitta cette voie et succéda à son père devenu infirme. François Dornic indique qu'il n'a rien trouvé sur son comportement, ni celui de son père pendant la Révolution française.

## Premier Empire
Il est nommé maire d'Azé le 13 mai 1808 sous le Premier Empire, il quitta cette fonction lorsque sa commune fut réunie à celle de Château-Gontier. Il est membre du Conseil général de la Mayenne le 22 décembre 1809. 
Il est désigné comme un des Grands notables du Premier Empire du département de la Mayenne. Il n'occupa aucune fonction lors des Cent-Jours. François Dornic indique qu'il gagnait dans son commerce de 15 000 à 20 000 francs par an.

## Restauration
Sous la Seconde Restauration, il devint maire de Château-Gontier le 11 décembre 1822, après avoir été conseiller municipal le 16 janvier 1812. Devenu pour François Dornic, notable du parti royaliste, il rejoint l'aristocratie terrienne par l'acquisition du Château de la Lande de Niafles aux héritiers de la Famille de Lantivy. Selon Michel Denis, ce riche homme d'affaires semble avoir rejoint la droite pour des raisons principalement religieuses.
Le préfet de la Mayenne Charles-Joseph Coster le proposait en ces termes pour la Légion d'Honneur en 1820 : M. Seguin a introduit de nouveaux procédés dans le blanchiment des toiles. Il a inventé de nouveaux fourneaux économiques pour les lessives et il a publié sa découverte. Il s'est acquis par sa probité, par sa délicatesse de ses sentiments l'estime générale. Homme zélé, il dirige les travaux des chemins vicinaux du Canton de Château-Gontier et cherche constamment à se rendre utile à ses concitoyens. Il fut nommé le 24 septembre 1819 membre du conseil général du commerce crée auprès du Ministère de l'Intérieur. Il est Chevalier de la Légion d'Honneur le 12 décembre 1827.
Démissionnaire en 1830, il fut à nouveau conseiller municipal après la Révolution française de 1848, assurant en mars 1849 la fonction, alors tournante, d'officier d'Etat civil. La prospérité de ses affaires lui permit d'agrandir ses domaines, déjà considérables : payant 2 646 francs d'imposition en 1828, il en acquittait 5 425 en 1847.

## Famille
Il avait épousé le 30 mai 1795 à Changé Sophie Charlotte Françoise Marie Besnard. Son épouse décède le 12 avril 1854. Ils eurent 3 enfants :
- Sophie Marie Seguin, née le 11 avril 1796 à Château-Gontier. Elle épousa Daniel Louis Daudier le 20 avril 1818 à Château -Gontier, et en eut 4 enfants, dont Jules-Marie Daudier. ces 4 enfants se trouvaient les seuls héritiers de Michel Seguin, lors de la déclaration de succession, le 30 mars 1860 à Château-Gontier ;
- Charles Michel Seguin, né le 16 septembre 1801 à Laval ;
- Pauline Catherine Seguin, né le 19 juin 1804 à Azé.

## Sources
- « Michel Seguin », dans Alphonse-Victor Angot et Ferdinand Gaugain, Dictionnaire historique, topographique et biographique de la Mayenne, Laval, A. Goupil, 1900-1910 [détail des éditions] (BNF 34106789, présentation en ligne), t. III, p. 703. Article Seguin, Michel
- Michel Denis, Les royalistes de la Mayenne
- François Dornic, Grands notables du Premier Empire : département de la Mayenne, éditions du CNRS, 1986. p. 64-66.
- Archives départementales de la Mayenne, registre 95 Q.33, note manuscrite de Michel Seguin, datée du 30 décembre 1833, M. 118.
- Bernard Sonneck, Les Décorés de la Légion d'honneur de la Mayenne, Éditions Régionales de l'Ouest, 2006, volume 1, 1803-1848, p. 372.